# 寫真週報
寫真週報（日语：〔〕／ Shashin Shūhō */?），是大日本帝國内閣情報部（之後的情報局）編輯與出版，以週刊形式向日本國內宣傳國策的畫報。1938年2月16日出版創刊第1號，至1945年7月11日出版了（第374、375合併號）停刊。每份售價10錢，A4紙開、20頁。由内閣印刷局印刷、裝訂，最大發行量20萬份。
畫報的攝影由木村伊兵衛（創刊号封面）、小石清、土門拳、永田一脩、林忠彦、入江泰吉、梅本忠男等人担当。

## 外部連結
- （日語）梅本忠男の写真（立命館大学国際平和ミュージアム） （页面存档备份，存于）
- （日語）アジア歴史資料センター（页面存档备份，存于） －亞洲歷史資料中心的搜索頁面，輸入「写真週報」後可看到寫真週報的各期翻拍全文，使用DjVu與JPG格式儲存，低畫質。